# Historia de Gran Bretaña
Este artículo trata sobre la historia del reino surgido de la unión de Escocia e Inglaterra.
- Para la historia anterior a 1707 ver Historia de Inglaterra e Historia de Escocia.
- Para el período a partir de 1801, consultar Historia del Reino Unido

La historia de Gran Bretaña es la que abarca el periodo transcurrido entre 1707 y 1801, durante el cual Escocia e Inglaterra formaban un único Reino. Después de la guerra de la sucesión; Durante la primera mitad del siglo XVII se había llegado a la unión dinástica al otorgar el trono inglés al rey Jacobo (VI de Escocia y I de Inglaterra) en 1603, quien pertenecía a la casa escocesa de los Estuardo. 
La Gran Bretaña desapareció al crearse en 1801 el Reino Unido de Gran Bretaña e Irlanda por la Acta de Unión de 1800.

## Reyes de Gran Bretaña
- Ana I
- Jorge
- Jorge II
- Jorge III

- Datos: Q5899065